# Osiris (månkrater)
För andra betydelser, se Osiris (olika betydelser).
Osiris är en nedslagskrater på månen. Osiris har fått sitt namn efter namnet Osiris.